# 高田雅史
高田 雅史（たかだ まさふみ、1970年8月2日 - ）は、愛知県犬山市出身の作曲家、音楽プロデューサー。獅子座AB型。サウンドプレステージ合同会社代表。

## 概要
幼少期より音楽教育を受け、人生色々な中、数々のゲーム音楽を手掛けてきた。かつて存在したコンピュータゲーム会社ヒューマン在籍時に、同社でゲーム開発を手がけていた須田剛一と出会い、その後須田によって設立されたグラスホッパー・マニファクチュアに加わる。同社で取締役サウンド統括本部長を経た後、さらに活動の場を広げるべく須田の勧めもあり、2008年年末取締役サウンド統括本部長を退任。その後、サウンド制作会社サウンドプレステージ合同会社を設立し代表を務める。
『花と太陽と雨と』で同じくグラスホッパー・マニファクチュアのコンポーザー・保本真吾とユニット「Torn」を結成するが、保本の退社により消滅。『花と太陽と雨と』で聴かれるギターサウンドはほぼ保本が演奏している。
2010年に三上真司率いる「Tango Gameworks」にサウンドディレクターとして参加し『サイコブレイク』の音楽を担当。現在は自身の会社「サウンドプレステージ」にて活動している。
2018年、小高和剛（代表）、打越鋼太郎等と共に制作会社「トゥーキョーゲームス」を設立。

## 代表作
- 1996年
  - 釣りバカ日誌 （小学館プロダクション（後の小学館集英社プロダクション）/PlayStation）
  - らんま1/2 バトルルネッサンス （小学館プロダクション（後の小学館集英社プロダクション）/PlayStation）
- 1997年
  - 2TAXGOLD （ヒューマン/セガサターン）
  - ムーンライトシンドローム （ヒューマン/PlayStation）
- 1998年
  - エアボーダー64 （ヒューマン/NINTENDO 64）
  - 御神楽少女探偵団 （ヒューマン/PlayStation）
  - ミザーナフォールズ(一部ピアノアレンジ) （ヒューマン/PlayStation）
- 1999年
  - 猫侍（ヒューマン/PlayStation）
  - リモートコントロールダンディ （ヒューマン/PlayStation）
  - シルバー事件 （アスキー（後のアスキーメディアワークス）、開発：グラスホッパー・マニファクチュア/PlayStation）
- 2001年： 花と太陽と雨と （ビクターエンタテインメント（後のマーベラスAQL、開発：グラスホッパー・マニファクチュア/PlayStation 2）
- 2002年： ギガンティックドライブ （エニックス（後のスクウェア・エニックス）、開発：サンドロット/PlayStation 2）
- 2003年
  - THE 地球防衛軍 （ディースリー・パブリッシャー、開発：サンドロット/PlayStation 2）
  - シャイニング・ソウルII （セガ、開発：グラスホッパー・マニファクチュア/ゲームボーイアドバンス）
  - 新・御神楽少女探偵団 （エルフ、開発：ヌードメーカー/Windows 98/Me/2000/XP）
- 2004年
  - 鉄騎大戦 （カプコン、開発：ヌードメーカー/Xbox）
  - 鉄人28号 （バンダイ（後のバンダイナムコゲームス）、開発：サンドロット/PlayStation 2）
  - michigan （スパイク、開発：グラスホッパー・マニファクチュア/PlayStation 2）
- 2005年
  - killer7 （カプコン、開発：グラスホッパー・マニファクチュア/ニンテンドー ゲームキューブ、PlayStation 2）
  - THE 地球防衛軍2 （ディースリー・パブリッシャー、開発：サンドロット/PlayStation 2）
  - シルバー事件25区 （元気モバイル、アドベンチャーポータル（現在は配信されていない）、開発：グラスホッパー・マニファクチュア/携帯アプリ）
- 2006年
  - サムライチャンプルー （バンダイ（後のバンダイナムコゲームス）、開発：グラスホッパー・マニファクチュア/PlayStation 2）
  - コンタクト （マーベラスインタラクティブ（後のマーベラスAQL、開発：グラスホッパー・マニファクチュア/ニンテンドーDS）
  - BLOOD+ ONE NIGHT KISS （バンダイナムコゲームス、開発：グラスホッパー・マニファクチュア/PlayStation 2）
  - 超操縦メカ MG （任天堂、開発：サンドロット/ニンテンドーDS）
  - GOD HAND （カプコン、開発：クローバースタジオ/PlayStation 2）
  - beatmania IIDX 12 HAPPY SKY（家庭用）（「IceCube Pf.(RX-Ver.S.P.L.)」） （コナミデジタルエンタテインメント/PlayStation 2）
  - 地球防衛軍3 （ディースリー・パブリッシャー、開発：サンドロット/Xbox 360）
- 2007年
  - beatmania IIDX 13 DistorteD（家庭用）（「WaterCube Pf.(RX-Ver.S.P.L.)」） （コナミデジタルエンタテインメント/PlayStation 2）
  - バイオハザード アンブレラ・クロニクルズ （カプコン、開発：カプコン、キャビア/Wii）
  - ノーモア★ヒーローズ （マーベラスエンターテイメント、後のマーベラスAQL、開発：グラスホッパー・マニファクチュア/Wii）（フィールプラス（「英雄たちの楽園」移植）/PlayStation 3、Xbox 360）（AQインタラクティブ（後のマーベラスAQL、「レッドゾーンエディション」移植）/PlayStation 3）
- 2008年
  - 大乱闘スマッシュブラザーズX（一部編曲） （任天堂、開発：ソラ/Wii）
  - 花と太陽と雨と 〜終わらない楽園〜（移植に当たりデータコンバート作業、新曲2曲収録） （マーベラスインタラクティブ、（後のマーベラスAQL、移植：ハ・ン・ド/ニンテンドーDS）
  - beatmania IIDX 14 GOLD（家庭用）（「PentaCube Gt.(RX-Ver.S.P.L.)」） （コナミデジタルエンタテインメント/PlayStation 2）
  - 零 〜月蝕の仮面〜 （任天堂、開発：テクモ（後のコーエーテクモゲームス）、グラスホッパー・マニファクチュア/Wii）
- 2009年
  - 無限航路 （セガ、開発：ヌードメーカー、プロデュース：プラチナゲームズ/ニンテンドーDS）
  - beatmania IIDX 16 EMPRESS+PREMIUM BEST（家庭用）（「ToyCube Pf.(RX-Ver.S.P.L.)」） （コナミデジタルエンタテインメント/PlayStation 2）
- 2010年
  - Space Agency コンセプトムービーBGM
  - 斬撃のREGINLEIV （任天堂、開発：サンドロット/Wii）
  - VANQUISH （セガ、開発：プラチナゲームズ/PlayStation 3、Xbox 360、Windows）
  - ダンガンロンパ 希望の学園と絶望の高校生 （スパイク/PlayStation Portable、PlayStation Vita、PlayStation 4、Nintendo Switch、Windows）
- 2012年
  - 新・光神話 パルテナの鏡（一部作曲） （任天堂、開発：プロジェクトソラ/ニンテンドー3DS
  - スーパーダンガンロンパ2 さよなら絶望学園（スパイク・チュンソフト/PlayStation Portable、PlayStation Vita、PlayStation 4、Nintendo Switch、Windows）
- 2013年： 地球防衛軍4（ディースリー・パブリッシャー、開発:サンドロット）
- 2014年
  - 大乱闘スマッシュブラザーズ for Nintendo 3DS / Wii U（一部編曲） （任天堂、開発：ソラ、バンダイナムコゲームス、バンダイナムコスタジオ/ニンテンドー3DS、Wii U）
  - サイコブレイク（ベセスダ・ソフトワークス、開発：Tango Gameworks/PlayStation 3、Xbox 360、PlayStation 4、Xbox One、Windows）
- 2015年
  - デジモンストーリー サイバースルゥース（バンダイナムコゲームス、開発：メディア・ビジョン/PlayStation Vita）
  - 夢王国と眠れる100人の王子様（ジークレスト、ソーシャルゲーム）
  - 地球防衛軍4.1 THE SHADOW OF NEW DESPAIR（ディースリー・パブリッシャー、開発:サンドロット）
  - ワールドギミック WORLD GIMMICK
- 2016年
  - クリプト・オブ・ネクロダンサー（一部アレンジ楽曲）
  - グルーヴコースター 3 リンクフィーバー クリプト・オブ・ネクロダンサーコラボ楽曲アレンジ
  - ワギャンしりとりで勝負だ!（音楽・アレンジ担当）
  - Beatmania IIDX 24 SINOBUZ Yellow Sketch(RX-Ver.S.P.L.)
- 2017年
  - ニューダンガンロンパV3 みんなのコロシアイ新学期（スパイク・チュンソフト/PlayStation Vita、PlayStation 4、Windows、Nintendo Switch）
  - 花朧 〜戦国伝乱奇〜
- 2018年
  - 大乱闘スマッシュブラザーズ SPECIAL（一部編曲）
  - シルバー2425（PLAYISM（PS4版は日本一ソフトウェア）、開発：グラスホッパー・マニファクチュア/PlayStation 4、Windows、Nintendo Switch）
- 2023年：超探偵事件簿 レインコード（スパイク・チュンソフト/Nintendo Switch）※サウンドプレステージ合同会社のHPより引用。
- 2025年：終天教団（DMM GAMES、開発：neiro/Nintendo Switch・DMM GAME PLAYER・Steam）[2]

## ディスコグラフィ
- シルバー事件
  - シルバー事件#01 STRUCTURE（初版）（SOLD OUT）
  - シルバー事件#01 STRUCTURE（再版・ジャケットの配色が初版と違う）（SOLD OUT）
  - シルバー事件#01 STRUCTURE（リマスター盤。装丁変更、一部収録曲の削除・追加、楽曲タイトルがほぼ全て英語に変更されている）（SOLD OUT）
  - シルバー事件#02 DESTRUCTUR（リミックス盤。高田によるリミックス曲は収録されていない）
  - シルバー事件#02 + PARADE（DJ HASEBE、福田淳によるリミックス、Hopper's Vol.1でのライヴ音源を収録）
- 花と太陽と雨と
  - 花と太陽と雨と water 〜for Relaxing Time〜
  - 花と太陽と雨と shine 〜for high Time〜（SOLD OUT）
- ノーモア★ヒーローズ
  - NO MORE HEROES Original Sound Tracks
  - NO MORE HEROES Original Sound Tracks -DARK SIDE-（リミックス盤）
- その他の楽曲・サントラ等（A to z）
  - 家庭用beatmaniaIIDX 12 HAPPY SKY及びbeatmaniaIIDX 14 GOLDサウンドトラック（「Icecube Pf.(RX-Ver.S.P.L.)」収録）
  - 家庭用beatmaniaIIDX 13 DistorteD及びbeatmaniaIIDX 15 DJTROOPERSサウンドトラック（「WaterCube Pf.(RX-Ver.S.P.L.)」収録）
  - beatmania IIDX CS Collection（「PentaCube Gt.(RX-Ver.S.P.L.)」、「ToyCube Pf.(RX-Ver.S.P.L.)」収録）
  - BIO HAZARD THE UMBRELLA CHRONICLES Original Sound Track（福田淳との共作）
  - HYPER 萌 TRANCE II 〜彩音〜（アレンジャーとして1曲参加）
  - killer7 Original Sound Track（一部に福田淳の曲を含む）
  - GODHAND Original Sound Track GOD TRACKS!（ゲームにボーナスとして同梱）
  - L.E.D.（角田利之）1stアルバム『電人K』にてリミックスで参加（「"QUANTUM TELEPORTATION(RX-Ver.S.P.L.) -BetKickNoYourNowMix-"」収録）
  - michigan Original Sound Track
  - VANQUISH ORIGINAL SOUNDTRACK（プラチナゲームズの丹羽映理納との共作）
  - 悪魔城ドラキュラトリビュートVol.1（アレンジャーとして1曲参加。「Slash 〜悪魔城ドラキュラX 血の輪廻（PCエンジン）〜」収録）
  - サムライチャンプルー オリジナルサウンドトラック（福田淳との共作）
  - 斬撃のREGINLEIV（初回特典として「LIMITED SOUND TRACK - 神話の旋律 -」がゲームに同梱）
  - ダンガンロンパ オリジナル・サウンド・トラック（ゲーム予約特典サントラ）
  - ダンガンサントラ ダンガンロンパ オリジナル・サウンド・トラック（予約特典サントラの楽曲を含むゲーム中の全楽曲を収録。予約特典盤とマスタリングが変わっている）

なお、「shine 〜for high time〜」、「シルバー事件#01 STRUCTURE」、「シルバー事件#02 DESTRUCTUR」、「シルバー事件#02 + PARADE」はGHMの自社流通でのみの販売となっている。また、「beatmania IIDX CS Collection」はサントラとして単体での販売はされていない。

## その他
- 『花と太陽と雨と』ではクラシックのアレンジが多く使われているが、これは製作期間と版権料の問題との事（エリック・サティの楽曲が多く使われているのはその為）。
- 『花と太陽と雨と』にはPYGの代表曲である「花・太陽・雨」のカヴァーも使われる予定だったが、著作権の関係で収録されなかった（カヴァーヴァージョン自体は存在する）。
- 保本が退社した後、GHMにはコンポーザー/ギタリストとして福田淳が入社している。
- 早い時には一日で三曲仕上げる事が出来る、との事（ただし、同じタイプの楽曲を三曲仕上げる事は難しく、全く違うジャンル（ロック、クラシック、ジャズ等）でないと難しいとの事）。
- 高田がヒューマンに入社する前に勤務していた「今は無き横浜の製作会社」でL.E.D.、藤後浩之（Togo-chef）と知り合い、親交を深めていったようだ（高田曰く「あの会社のサウンドは凄く豪華だったんじゃないか」）。
- 特技はルービックキューブ。
- 『ダンガンロンパ』の完全版サウンドトラックのマスタリングは藤後浩之が所有するスタジオで行われている。